# 大森好輝
大森 好輝（おおもり よしてる、元和8年（1622年） - 貞享元年3月20日（1684年5月4日））は、江戸時代前期の武士、旗本。大森親好から数えて4代目当主。通称は猪之助、半七郎。増長改め好輝。徳川家光、徳川家綱に仕えた。父は大森好長。母は加藤重正の娘。弟の三義は、加藤重正の養子となる（加藤重長）。妻は甲斐庄正述の娘。養子に大森勝長（鳥居忠春二男、勝長の妻は大森好輝の娘でいわゆる婿養子）、忠長（松平乗久六男、病身のため実家へ戻る）がいる。6代目当主にあたる大森時長は、使番、目付、長崎奉行（1732年-1734年）などを務めた。

## 生涯
大森家は、三河以来の家臣（三河武士）である。 大森好輝は、寛永11年（1634年）徳川家光に拝謁。寛永15年（1638年）書院番、本多美作守組に御番入り。 正保3年（1646年）に遺跡を継承する。万治元年（1658年）小日向および小石川築地の奉行を勤める。 寛文元年（1661年）8月徒歩頭。同年10月伝奏屋敷評定所修復の命をうけたまわる。同年12月布衣の着用を許される。寛文2年（1662年）京都で地震（寛文近江・若狭地震）があり、渡辺筑後守正と共に二条城、大坂城ならびに駅路を巡視した。寛文3年（1663年）徳川家綱の日光社参に随行した。延宝3年（1675年）留守居役。延宝5年（1677年）お勤めを辞し小普請入り。貞享元年（1684年）3月20日死去。享年63。江戸小石川小日向台町の清巌寺に葬られた。その後、清巌寺は代々大森家の葬地となった。葬地を知行地から江戸にかえて、日常的な生活基盤を江戸屋敷に移したと考えられる。
なお、清巌寺は、好輝の母方の祖父加藤重正を開基とする。大正11年（1922年）、東京市都市計画道路拡張のため、市外西巣鴨町字庚申塚（現在の豊島区西巣鴨4丁目）に移転している。